# Istenítélet

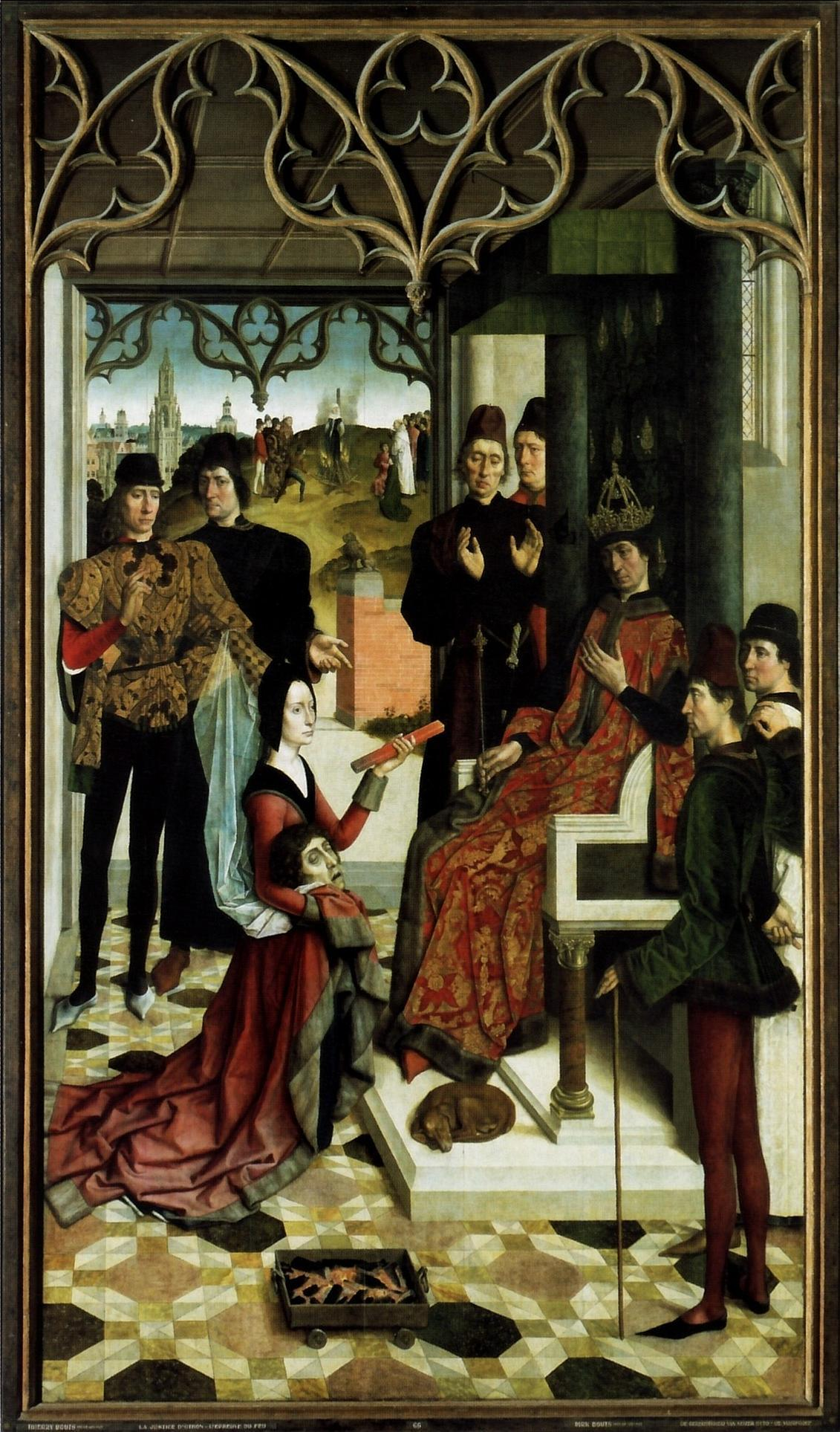
Tűzpróba (Idősebb Dierick Bouts)

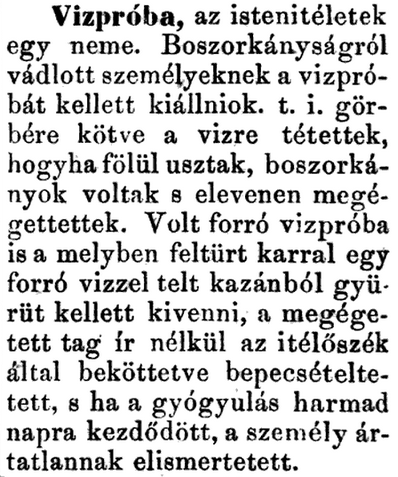
Szócikk az Ismerettár X. kötetében (Pest, 1864)

Az istenítélet (latinul: ordalium) ellentétes érdekű felek vitájában a bizonyítás egyik formája volt, Isten segítségül hívásával az ártatlanság vagy bűnösség bizonyítására.

## Tűzpróba
A tüzesvas-próba esetén, amennyiben a tüzes vas által okozott sérülés 3 nap alatt elkezdett gyógyulni, úgy a próbára bocsátottat ártatlannak minősítették.

## Vízpróba
Vízpróba esetén a próbára bocsátott személyt – kezét-lábát összekötözve – folyóba vagy tóba mártották, és amennyiben ott elmerült, akkor ártatlannak, ha pedig feljött a víz felszínére, akkor bűnösnek találták.